# Borrelióza ptáků
Borrelióza je členovci přenosné akutní septikemické onemocnění ptáků vyvolané spirochetou Borrelia anserina, které může u drůbeže v endemicky postižených oblastech způsobovat velké ekonomické ztráty. Zdravotní význam B. anserina není znám; je ale antigenně úzce příbuzná s B. burgdorferi, původcem lymské borreliózy. Ptáci mohou být experimentálně infikováni a vylučovat tuto spirochetu, nelze je proto vyloučit jako možný zdroj infekce B. burgdorferi pro člověka.

## Historie a výskyt
Ptačí borrelióza byla poprvé popsána na Kavkaze v roce 1891 Sacharovem jako vážné septikemické onemocnění husí. V roce 1903 byla nemoc zjištěna u drůbeže v Brazílii a v jejím přenosu byla prokázána primární úloha členovců. Postupně byla borrelióza identifikována v mnoha zemích světa, zejména v tropických a subtropických oblastech. Také v Evropě byly zaznamenány ojedinělé případy, včetně naší republiky. Borrelióza se vyskytuje zejména v oblastech s častým výskytem klíšťáků z rodu Argas.

## Příčiny onemocnění (etiologie)
Spirochety jsou jednobuněčné, jemné spirální gramnegativní bakterie, dosahující délky až 500 µm. Množí se příčným dělením; běžnými barvicími technikami se nebarví, výjimkou je stříbření. Spirochety jsou zařazovány do rodů Spirochaeta, Treponema, Borrelia, Brachyspira a Leptospira. U ptáků jsou původci borreliózy a střevních onemocnění.

### Morfologie a kultivace
Původcem onemocnění je Borrelia anserina (syn. Spirochaeta anserina, S. gallinarum, S. anatis a Treponema anserinum), aktivně se pohybující spirální bakterie s 5–8 závity, měřící kolem 6–30 × 0,3 µm. Procházejí filtry o velikosti pórů 450 nm. Borrelie mají 15–22 osových fibril. V nativním preparátu z krve nebo tkání se mohou pozorovat v zástinu nebo po obarvení Giemsou.
Borrelie rostou za mikroaerofilních podmínek při teplotě 30–37 °C. Produkují kyselinu z glukózy. Kultivace na umělých kultivačních půdách je obtížná. K pomnožení se používají slepičí nebo krůtí embrya infikovaná do žloutkového vaku. Borrelie se nacházejí v krvi a tkáních embrya.

### Odolnost v prostředí
Ve vnějším prostředí mimo tělo hostitele B. anserina nepřežívá. Klíšťáci slouží jako rezervoárový hostitel. V kadáverech spirochety přežívají při teplotě 0 °C až 31 dní. V krevním séru při teplotě 4 °C se mohou skladovat nejdéle 3–4 týdny. Dlouhodobě se mohou udržovat při teplotě –70 °C, zejména s přídavkem 10–15 % glycerolu nebo DMSO k infekční krvi.

### Patogenita
B. anserina je patogenní pouze pro ptáky, zejména drůbež. Savci jsou k infekci neteční, s výjimkou králíků a myší, kteří mohou být přechodně infikováni. Virulentní kmeny borrelií jsou schopné penetrovat přes neporušenou kůži.

## Vznik a šíření nemoci (epizootologie)

### Hostitel
Přirozené infekce se vyskytují u kura domácího, krůt, bažantů, kachen, husí a kanárů. Z volně žijících ptáků byla borrelióza pozorována u tetřevů, koroptví, vran, strak, vrabců domácích a špačků. U žaků (Psittacus erithacus) způsobuje rychlý úhyn. Holubi a perličky jsou k infekci relativně odolní, i když u městských holubů v Itálii bylo zjištěno 3,26 % sérologicky pozitivních jedinců (Fabbi et al., 1995). Drůbež je k infekci náchylná v každém věku, ale nejvnímavější jsou mláďata do 3. týdne věku.

### Přenos, vektory a nosiči
Borrelióza ptáků může být přenášena všemi možnými způsoby, například když vnímaví jedinci přijdou do kontaktu s krví, exkrety nebo tkáněmi infikovaných živých nebo čerstvě uhynulých ptáků, prostřednictvím kontaminovaného krmiva či vody, při kanibalismu aj.
Závažnými přenašeči infekce jsou členovci parazitující na ptácích včetně komárů, čmelíků a klíšťat. Dominantní postavení zaujímají klíšťáci z rodu Argas a z nich zejména A. persicus, klíšťák zhoubný. Ptáci jsou infikováni slinami produkovanými klíšťákem při kousnutí nebo pozřením infikovaného klíšťáka, nymfy, larvy či vajíčka.[zdroj?]

### Patogeneze
B. anserina se objevuje v periferní krvi infikovaných ptáků během 4–9 dní po infekci, kde přetrvává přibližně stejnou dobu. V patogenezi nemoci se pravděpodobně uplatňuje endotoxin. K úhynu ptáků dochází v důsledku embolie vyvolané shluky borrelií. U rekonvalescentních zvířat nevzniká nosičství, vytváří se typově specifická imunita.

## Projevy nemoci (symptomatologie)
Inkubační doba závisí na způsobu infikování, počtu spirochet v inokulu a virulenci kmene B. anserina. Při přirozené infekci klíšťákem trvá 3–12 dní, po parenterální (injekční) inokulaci může být kratší než 24 hodin.

### Klinika
Ptáci infikovaní virulentními kmeny B. anserina jsou ospalí, shlukují se a jejich kůže je anemická nebo cyanotická. Mají načepýřené peří, nazelenalý průjem a nemají zájem o krmivo, spíše o pitnou vodu. Charakteristickým nálezem u borreliózy je náhlý a vysoký vzestup tělesné teploty, počínající krátce po infekci, a rychlá ztráta tělesné hmotnosti. Výkaly jsou tekuté s nadbytkem žluči a urátů. Ptáci rychle slábnou, stávají se otupělými a objevuje se ochrnutí končetin i křídel. Tělesná teplota před úhynem je subnormální, objevuje se tmavočervené zabarvení hřebene. Rekonvalescentní ptáci jsou často vyhublí, s přetrvávajícím ochrnutím končetin anebo křídel. Infekce kmeny o nízké virulenci může probíhat subklinicky.
Morbidita a mortalita jsou silně variabilní, kolísají od 1–2 % do 100 % podle vnímavosti hostitele. Průběh onemocnění je v akutních případech krátký a může končit úhynem za 3–5 dní po výskytu klinických příznaků. Chronické případy mohou trvat až dva týdny.

### Patologie
Dominujícím nálezem u borreliózy ptáků je značně zvětšená a skvrnitá slezina, s výjimkou bažantů, u kterých bývá nezměněna nebo naopak atrofovaná. Játra jsou zvětšená, s hemoragiemi a nekrotickými ložisky. Ledviny jsou zduřelé, močovody naplněné uráty. Ve střevech se zjišťuje mukoidní hemoragická enteritida.

### Imunita
Překonáním nemoci nebo po imunizaci vzniká dlouhodobá aktivní imunita, která je typově specifická, takže i rekonvalescenti mohou být opětovně infikováni jinými sérotypy B. anserina. Imunní nosnice přenášejí na potomstvo protilátky, které je chrání před nákazou asi 5–6 týdnů. Pasivní imunizací hyperimunním sérem lze zajistit až tři týdny trvající ochranu.

## Diagnostika
Předběžnou diagnózu borreliózy lze stanovit při nálezu charakteristických příznaků a změn, zejména najde-li se u postižených ptáků nebo v jejich chovném prostředí větší množství klíšťáků.
Většinou je ale nutné pro potvrzení diagnózy prokázat přítomnost B. anserina nebo jejích antigenů. V průběhu klinického onemocnění lze detekovat spirochéty v barvených krevních nátěrech nebo v otiskových preparátech z tkání, nebo vyšetřením nativních preparátů v zástinu, fázovým kontrastem či imunofluorescencí. Pro průkaz spirochét ve tkáňových řezech je vhodná technika impregnace stříbrem.
Diferenciální diagnostika: Borelióza může připomínat jiné akutní septikemické nemoci drůbeže, jako jsou např. salmonelózy, cholera a koliseptikémie. Z akutních virových infekcí je pak nutné vyloučit velogenní viscerotropní formu Newcastleské nemoci, fatální formu influenzy a akutní Markovu nemoc.

## Terapie a prevence
Z počátku používané arzenové přípravky jsou nyní nahrazeny antibiotiky. B. anserina je citlivá na většinu antibiotik včetně penicilinu, chloramfenikolu, kanamycinu, streptomycinu, tylosinu a tetracyklinů.
Preventivní opatření jsou zaměřena na dodržování zoohygienických zásad chovu a zejména na ničení členovců (insekticidní přípravky). Eradikace klíšťáků z prostředí je velmi obtížná, bez potravy a jako nosiči mohou přežívat po roky. V oblastech s endemickým výskytem borreliózy se používají autogenní nebo polyvalentní vakcíny inaktivované formalinem nebo fenolem.